# Alfredo Zazo
Alfredo Zazo (Benevento, 4 febbraio 1889 – Salerno, 10 gennaio 1987) è stato uno storico e politico italiano.

## Biografia
Figlio di un magistrato, inizialmente ne seguì le orme laureandosi in Giurisprudenza (1915) a Napoli; conseguì poi la laurea in Lettere (1918) e quindi quella in Filosofia (1922); si iscrisse anche a Medicina, ma si fermò quando gli restavano pochi esami da sostenere.
Professore di Geografia all’Istituto Nautico di Napoli, Zazo si trasferì a Benevento nel 1923 come docente al Ginnasio Liceo; nella stessa città, nel 1927 fu nominato Ispettore onorario alle Antichità e Scavi e si prodigò per la tutela e la salvaguardia del patrimonio archeologico, artistico e librario beneventano proseguendo l'opera di Almerico Meomartini, scomparso nel 1923.
Nel 1928 fondò la rivista di storia locale «Samnium», mentre dopo la morte di Antonio Mellusi (1925) assunse la direzione dell’Archivio storico della provincia di Benevento cui, nel 1929, fu accorpata la neonata Biblioteca Provinciale aggregata al Museo del Sannio da lui stesso riorganizzato dopo la creazione del primo nucleo voluto dal Meomartini.
Si dedicò anche alla politica tra il 1934 e il 1938, quando fu commissario prefettizio di Benevento senza tuttavia mai trascurare l’attività didattica come professore al ginnasio beneventano; fu poi docente di Letteratura poetica e drammatica al Conservatorio di Musica di Napoli e, quindi, dal 1934, di Paleografia latina e diplomatica nell’ateneo e alla scuola speciale per archivisti e bibliotecari della stessa città.
Membro dell’Accademia Pontaniana di Napoli e insignito della Medaglia d’oro per i benemeriti dell’elevazione culturale nazionale, nel 1952 per soli sei mesi fu sindaco della sua città natale, ma più che alla politica tutta la sua lunga vita fu dedicata soprattutto agli studi su Benevento e provincia, oggetto di numerose opere.

## Opere
- L'occupazione tedesca nella provincia di Benevento (8 settembre - 28 ottobre 1943)
- Benevento " Iulia concordia augusta felix "
- Il giornalismo a Napoli nella prima metà del secolo XIX
- Il Castello di Benevento
- Benevento Romana
- Benevento nel Medioevo
- Biblioteche beneventane
- Per il riconoscimento della regione sannitica.
- Storia della Università di Napoli. Scritta da Francesco Torraca, Gennaro Maria Monti, Riccardo Filangieri di Candida, Nino Cortese, Michelangelo Schipa, Alfredo Zazo, Luigi Russo, Riccardo Ricciardi editore, Napoli, 1924
- L'istruzione pubblica e privata nel Napoletano (1767-1860), Città di Castello, Il Solco, 1927.